# Тандем Медведєв — Путін
«Тандем Медведєв — Путін» (або «тандем Путін — Медведєв») — умовна назва спільного керівництва Росією Дмитром Медведєвим і Володимиром Путіним у період з 2008 по 2020 рік. Назва стосується переважно періоду президентства Медведєва у 2008—2012 роках.
У 2008 році Путін, якому за Конституцією було заборонено обіймати посаду президента Росії третій термін поспіль, обійняв посаду Голови Уряду РФ за президента Дмитра Медведєва.
Коли Медведєв вступив на посаду президента, було багато суперечок про те, яким керівником країни він буде. Хоча Голова Уряду номінально підпорядкований президентові, думки розходяться щодо того, якою мірою Путін був фактичним лідером у цей період. Одні аналітики припускають, що це було «тандемне» президентство (тандемократія), що передбачає своєрідний поділ влади між Медведєвим і Путіним. Інші, однак, припускають, що набагато ймовірніше, що Медведєв не мав реальної влади в період свого президентства.
На президентських виборах 2008 року Дмитра Медведєва обрали президентом: він набрав 70,28 % голосів. Його висунули кандидатом від чотирьох російських політичних партій і під час передвиборчої кампанії він пообіцяв призначити Путіна на посаду Голови Уряду РФ.
На президентських виборах 2012 року Путіна переобрали президентом, а Медведєва призначено Головою Уряду. У політичній дискусії цей феномен отримав назву «рокірування».
15 січня 2020 року після оголошення послання Володимира Путіна Федеральним зборам Дмитро Медведєв оголосив про відставку уряду. Таким чином, багаторічний тандем, коли один із них — президент, другий — голова уряду, закінчився. Однак в інтерв'ю ТАРС Путін спростував припущення про те, що його «тандем» з Дмитром Медведєвим розпався.

## Думки

### Путін фактично керує Росією
Коментатори, аналітики та деякі політики у 2008-му та на початку 2009 року погоджувалися з тим, що передання президентських повноважень, яке сталося 7 травня 2008 року, було лише номінальним; Путін продовжував зберігати за собою реальну владу та бути найвпливовішим посадовцем у країні, де Дмитро Медведєв є номінальним головою або «умовним президентом Росії».
У телеграмі посольства США в Росії йшлося про те, що Медведєв відіграватиме роль «Робіна для путінського Бетмена, оточеного командою, лояльною до прем'єра та перевіреною домінуванням Путіна над законодавчою владою і регіональними елітами».

У листопаді 2008 року підприємець і політемігрант Борис Березовський заявив:
Найближчим часом Путін втрачати владу не захоче. І немає ніякого тандему, є блазень і диктатор, який як був при владі, так і залишився. Те, що відбувається зараз, велике шахрайство.
У контексті тривалого газового конфлікту між Росією та Україною на початку січня 2009 року аналітик Московського центру Карнегі Микола Петров сказав:
Те, що ми бачимо зараз, — це домінуюча роль Путіна. Ми бачимо в ньому справжнього главу держави. <…> Це не дивно. Ми досі живемо в путінській Росії.
1 лютого 2009 року в аналітичній статті International Herald Tribune йшлося:
Путін, як і раніше, вважається верховним лідером Росії, але, взявши на себе титул прем'єр-міністра, він, можливо, позбавив себе підручного.
Коли 2011 року Путін оголосив, що знову балотуватиметься на пост президента, «Вашингтон пост» писала, що Путін «завжди був при владі», а «Нью-Йорк таймс» назвала Медведєва «слабким керівником», на чиї ініціативи завжди можна було накласти вето.

### Однаковий рівень влади у Медведєва і Путіна
Деякі російські оглядачі та аналітики говорили про «тандем Медведєва — Путіна» або «тандемократію Медведєва — Путіна».
Напередодні виборів 2008 року політологи Гліб Павловський і Станіслав Бєлковський обговорювали майбутню конфігурацію влади. За словами Павловського, людей дуже влаштував би варіант союзу Путіна і Медведєва «на кшталт двох консулів Риму». Бєлковський назвав Медведєва «президентом мрії», маючи на увазі початок 1990-х, коли люди нібито мріяли про той час, коли вони «житимуть без засилля ідеології, а на чолі країни стане звичайна людина».
У серпні 2008 року в інтерв'ю журналу «Шпіґель» колишній канцлер Німеччини Ґерхард Шредер висловив свою думку про керівництво Путіним і Медведєвим: «У Росії достатньо внутрішніх проблем, які необхідно вирішувати. <…> Президент Медведєв і прем'єр-міністр Путін розв'язують ці проблеми — разом, до речі, у дружбі та взаємній повазі, а не в суперництві один з одним, як часто натякають журналістські ворожки».
Наприкінці 2008 року «Независимая газета» висловила думку, що Росією керує тандем. На думку автора статті, наївно гадати, хто важливіша фігура, адже Медведєв і Путін — однодумці, і обидва політики перебувають у скрутному становищі: Медведєв зіткнувся з кризою та війною, в ситуації, коли важко залишатися ліберальним, а Путін як глава уряду відповідає за соціально-економічні питання в умовах кризи, що вважається зниженням його рейтингу. Видання зазначило, що Путін поки що найдосвідченіший політик у Росії з величезним впливом. Газета вказувала на своєрідне нововведення в політичному житті Росії: президент не має права критикувати ні прем'єр-міністра, ні уряд, ні міністрів; водночас Державна дума, зі свого боку, не може критикувати кабінет прем'єра.

### Питання самостійності Медведєва
Професор Стенфордського університету Кетрін Елізабет Стоунер-Вайз сказала:
У 2008 році Медведєв прийшов до влади з головним мандатом — не відходити від поставленого Путіним політичного курсу.
Однак, за словами Стоунер-Вайз, відтоді відбулися події, які були поза контролем тандему Медведєв — Путін, зокрема економічна криза. За словами Стоунер-Вайз, саме у відповідь на кризу Медведєв став відповідальним за політику «модернізації» економіки. Торкаючись теми виборів у Росії, професорка заявила:
Вибори важливі для тандему, але вони не мають анінайменшого значення для населення загалом, оскільки вибори нічого для населення не вирішують.
На думку професора Гарвардського університету Тімоті Колтона, Медведєв продовжував грати роль «молодшого» політика на тлі популярності Володимира Путіна. Як зазначає експерт, картина стосунків між президентом і прем'єр-міністром (станом на 2010 рік) трохи більш розпливчаста, незважаючи на те, що між ними спостерігається чіткий розподіл праці:
Висловлювання Медведєва іноді йдуть на противагу політиці Путіна. Але за весь час правління президент не зробив майже ніяких змін у кадровій політиці країни, за винятком ротації губернаторів і відсторонення мера Москви Лужкова.
Професор Каліфорнійського університету в Берклі Стівен Фіш погоджується з такою думкою. Він вважає, що вплив Медведєва анітрохи не збільшився за час його правління, і він залишається «слабким президентом»:
Медведєв не залишив за собою жодних слідів, тоді як Путін зберіг свою популярність, незважаючи на економічну кризу.
Опозиційний політик Борис Нємцов сказав «Вашингтон пост», що звільнення Лужкова означає, що «у Медведєва є шанс стати справжнім президентом».
Професор Університету Джорджа Вашингтона Генрі Гейл вважає, що тандем Медведєва і Путіна виявився досить стійким, але він посилив закритість правлячих кіл; правління Медведєва показало, наскільки Путін зумів посилити свій неформальний вплив у політиці.
Крістіан Ніф і Маттіас Шепп із газети «Шпіґель» у жовтні 2011 року зазначали, що Путін завдяки своїм домінуючим особистим стосункам із Медведєвим міг «принизити президента, коли йому заманеться».
Німецькі політологи зазначають, що політична вага Медведєва різко знизилася, а він як глава уряду став менш самостійним, ніж був навіть 2012 року, коли передав пост президента Путіну. Фахівець зі Східної Європи, професор історії з Кельнського університету Симон Ґерхард вважає, що особливість ролі Медведєва в політиці — бути «першим слугою свого пана».

### Термін «тандем»
Науковий співробітник німецького Фонду «Наука і політика» Яніс Клюге заявив, що слово «тандем» погане описує стосунки між Путіним і Медведєвим:
У цьому тандемі чітко визначено ролі: Путін усім керує, а Медведєв — значно менш значуща фігура, яка виконує лише чітко визначену функцію. Їхні позиції гранично асиметричні.

### Опитування
Голова уряду Володимир Путін, хоча й обіймав менш значущу з конституційного погляду посаду, як і раніше, вважався дещо популярнішим політиком (83 % схвалення в січні 2009 року), ніж президент Дмитро Медведєв (75 % схвалення в січні 2009 року).
Згідно з опитуванням, проведеним Левада-Центром, у лютому 2009 року 23 % людей вважали, що реальна влада в країні належить Медведєву, 20 % — Путіну, 41 % — що Путін і Медведєв мають рівні частки влади, а 16 % не відповіли. У січні 2009 року 11 % опитаних росіян вважали, що реальна влада в Росії належить Медведєву, 32 % — Путіну, 50 % — і Медведєву, і Путіну, а 7 % відповіли, що не знають. Таким чином, кількість людей, які вважали Медведєва реальним керівником держави, скоротилася вдвічі, а рейтинг схвалення Путіна впав до 48 з 62 % за той самий період.

## Події в Лівії
17 березня 2011 року на тлі громадянської війни, що почалася в Лівії, Рада Безпеки ООН ухвалила резолюцію, яка створила правову базу для військового втручання іноземних держав у справи Лівії, що в кінці того ж року призвело до повалення режиму Муаммара Каддафі. Росія утрималася від голосування за резолюцію, фактично мовчазною погодившись із міжнародною інтервенцією.
21 березня на зустрічі з робітниками Воткінського заводу голова уряду Володимир Путін назвав документ ООН «неповноцінним і ущербним», порівнявши його з «середньовічним закликом до хрестового походу, коли хтось закликав когось кудись іти і щось звільняти». Того ж дня Дмитро Медведєв скликав у Горках зустріч із журналістами, на якій заявив, що резолюція ООН в цілому відображає «наше розуміння того, що відбувається в Лівії», а Росія відмовилася від права вето цілком свідомо. Президент також додав, що «у жодному не можна використовувати вирази, які, по суті, ведуть до зіткнення цивілізацій, типу „хрестових походів“ тощо. Це неприйнятно. В іншому випадку все може закінчитися набагато гірше, ніж це відбувається сьогодні. І про це повинні пам'ятати всі».
Прессекретар Володимира Путіна Дмитро Пєсков заявив, що глава уряду висловив свою особисту думку, а за зовнішню політику відповідає президент. Джерело в Кремлі прокоментувало виданню «Коммерсантъ», що МЗС діє відповідно до вказівок Дмитра Медведєва.